# Zohasar
Zohasar (armeniska: Զոհասար) är ett berg i Armenien. Det ligger i den västra delen av landet, 50 kilometer nordväst om huvudstaden Jerevan. Toppen på Zohasar är 3 057 meter över havet.
Terrängen runt Zohasar är huvudsakligen kuperad, men österut är den bergig. Närmaste större samhälle är Maralik, 18,3 kilometer väster om Zohasar. 
Trakten runt Zohasar består i huvudsak av gräsmarker. Runt Zohasar är det ganska tätbefolkat, med 60 invånare per kvadratkilometer.